# Too Close (Next)
Too Close is een nummer van de Amerikaanse R&B-groep Next uit 1998. Het is de tweede single van hun debuutalbum Rated Next.
"Too Close" bevat een seksueel getinte tekst. Het nummer, dat de eerste positie behaalde in de Amerikaanse Billboard Hot 100, bevat een sample uit "Christmas Rappin'" van Kurtis Blow. In tegenstelling tot voorganger "Butta Love", dat alleen in Amerika een hit werd, werd "Too Close" ook aan de andere kant van de oceaan een hit. In de Nederlandse Top 40 bereikte het de 8e positie, terwijl het in de Vlaamse Ultratop 50 een bescheiden 44e positie haalde.